# Castelli Romani bianco
Il Castelli Romani bianco è un vino DOC la cui produzione è consentita nelle province di Latina e Roma.

## Caratteristiche organolettiche
- colore: paglierino più o meno intenso
- odore: fruttato intenso, ricorda l'uva ammostata nel tipo novello
- sapore: fresco, armonico, secco talvolta frizzante e/o amabile

## Abbinamenti gastronomici
Si consiglia con piatti a base di pesce e con gli antipasti:
- bagnet verd: acciughe dissalate in salsa verde [1]
- acciughe sotto sale, dissalate e poste sott'olio
- pasta d'acciughe

## Produzione
Provincia, stagione, volume in ettolitri
- nessun dato disponibile